# Prosopocera
Prosopocera es una género de escarabajos longicornios de la tribu Prosopocerini.

## Ejemplares del género

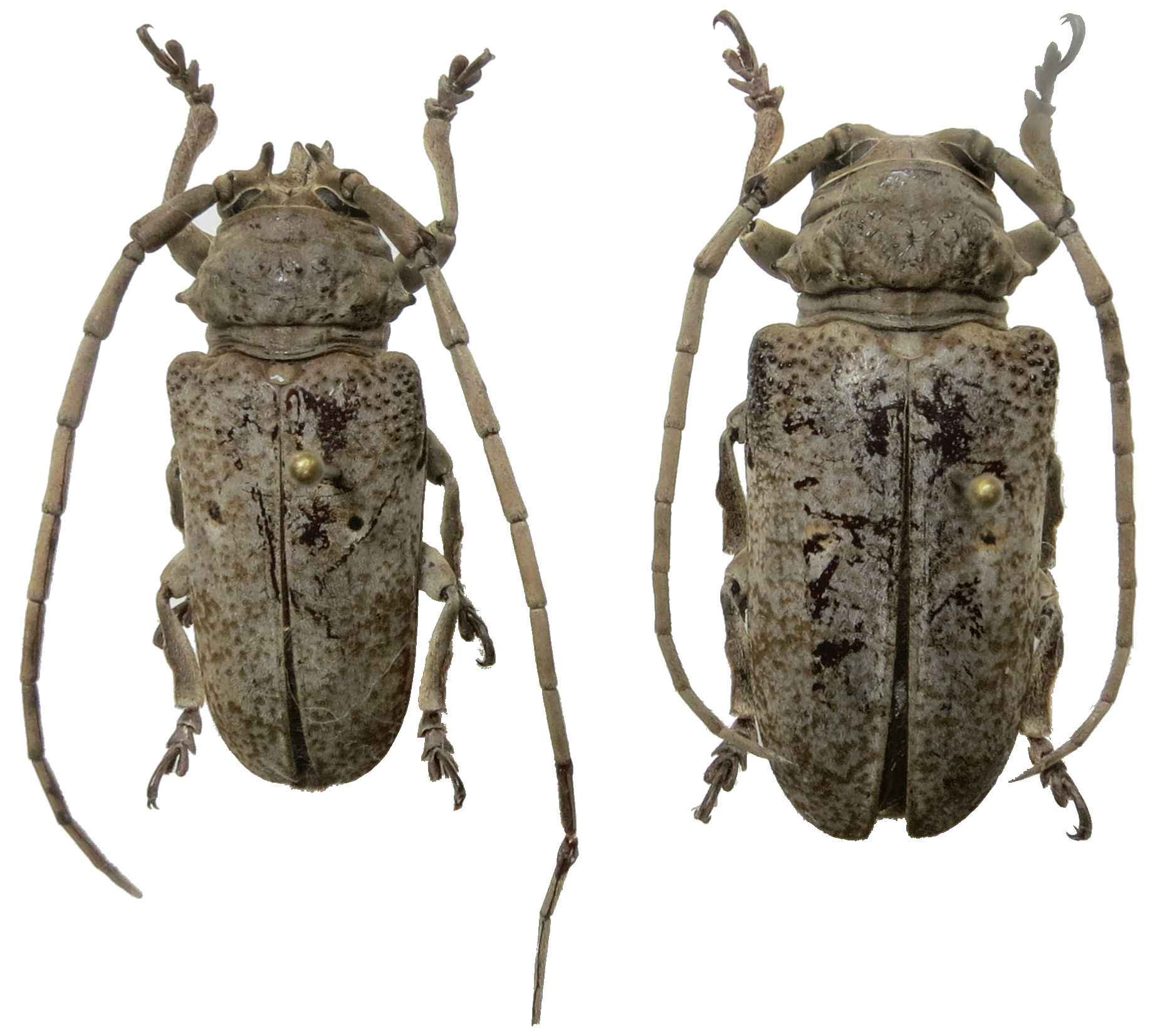
Prosopocera antennata
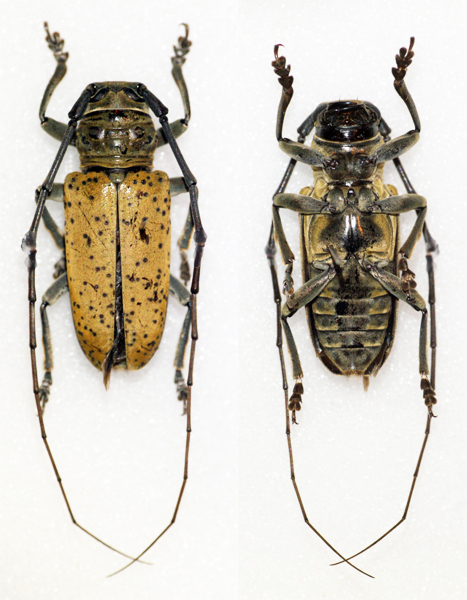
Prosopocera argus
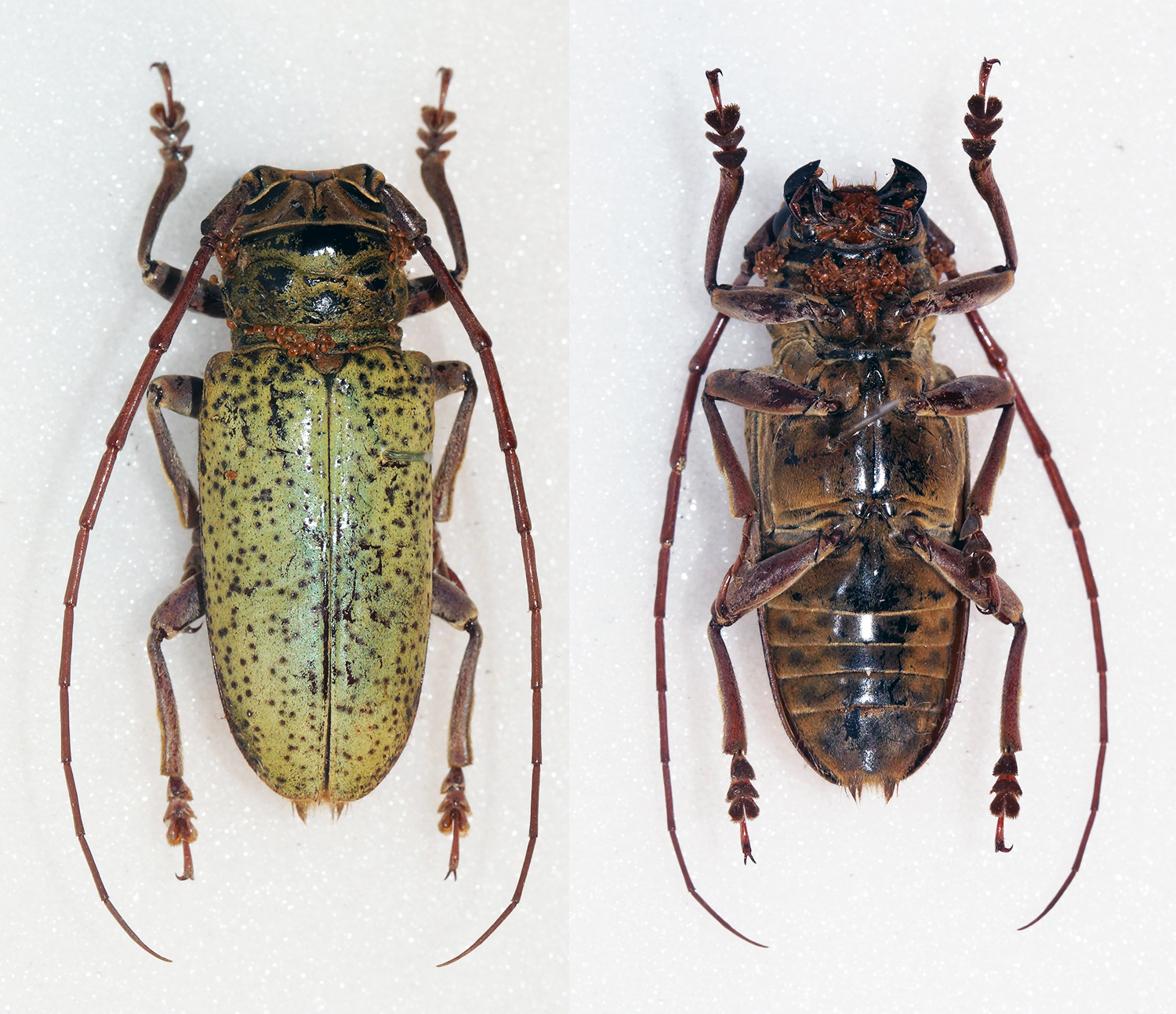
Prosopocera bicolor
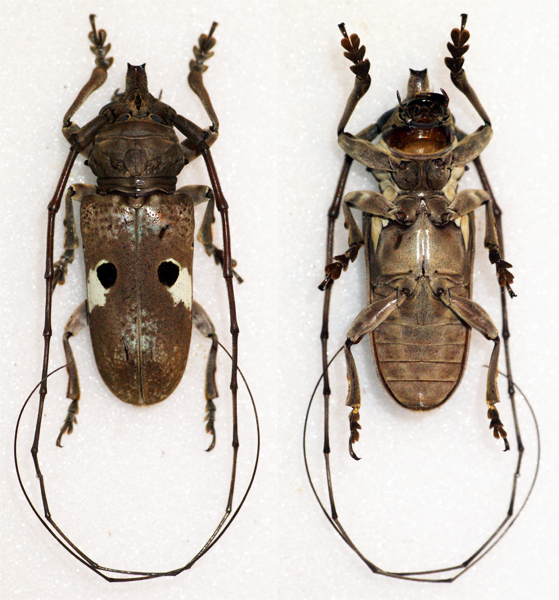
Prosopocera bipunctata
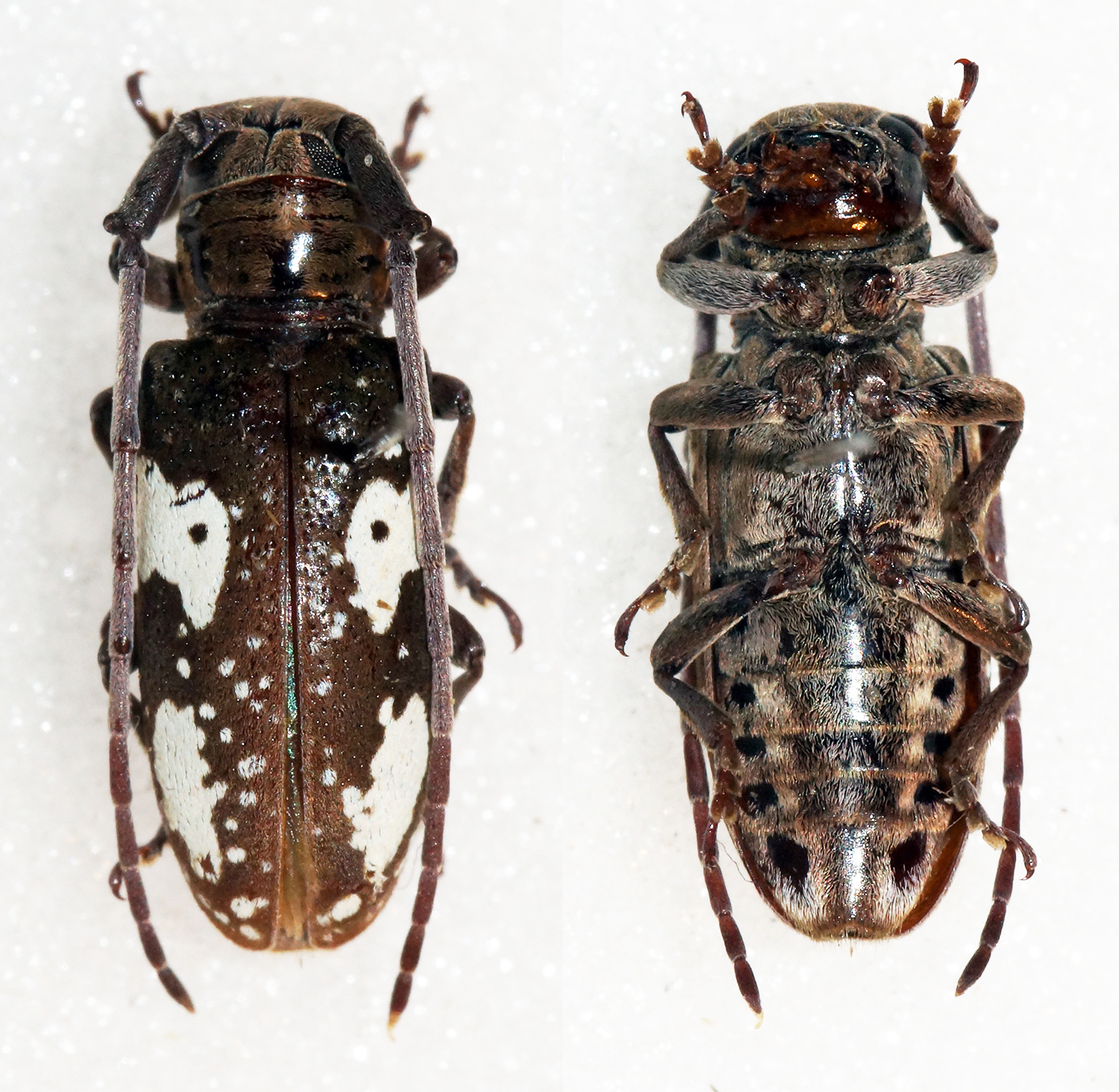
Prosopocera blairiella
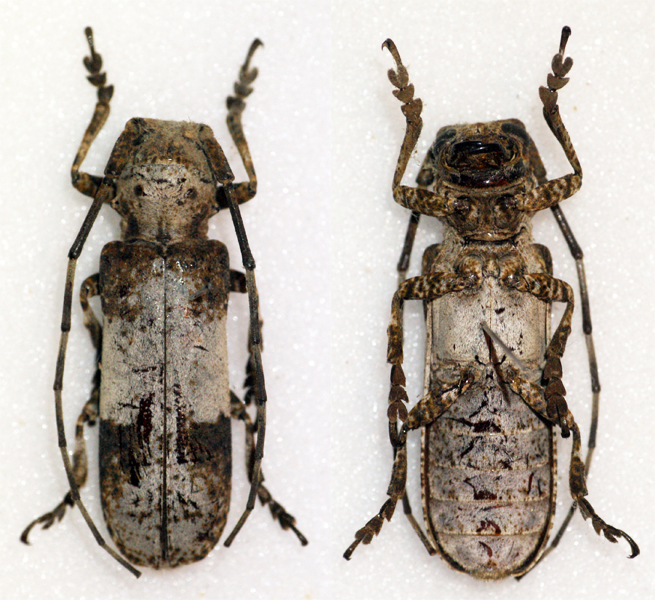
Prosopocera callypiga
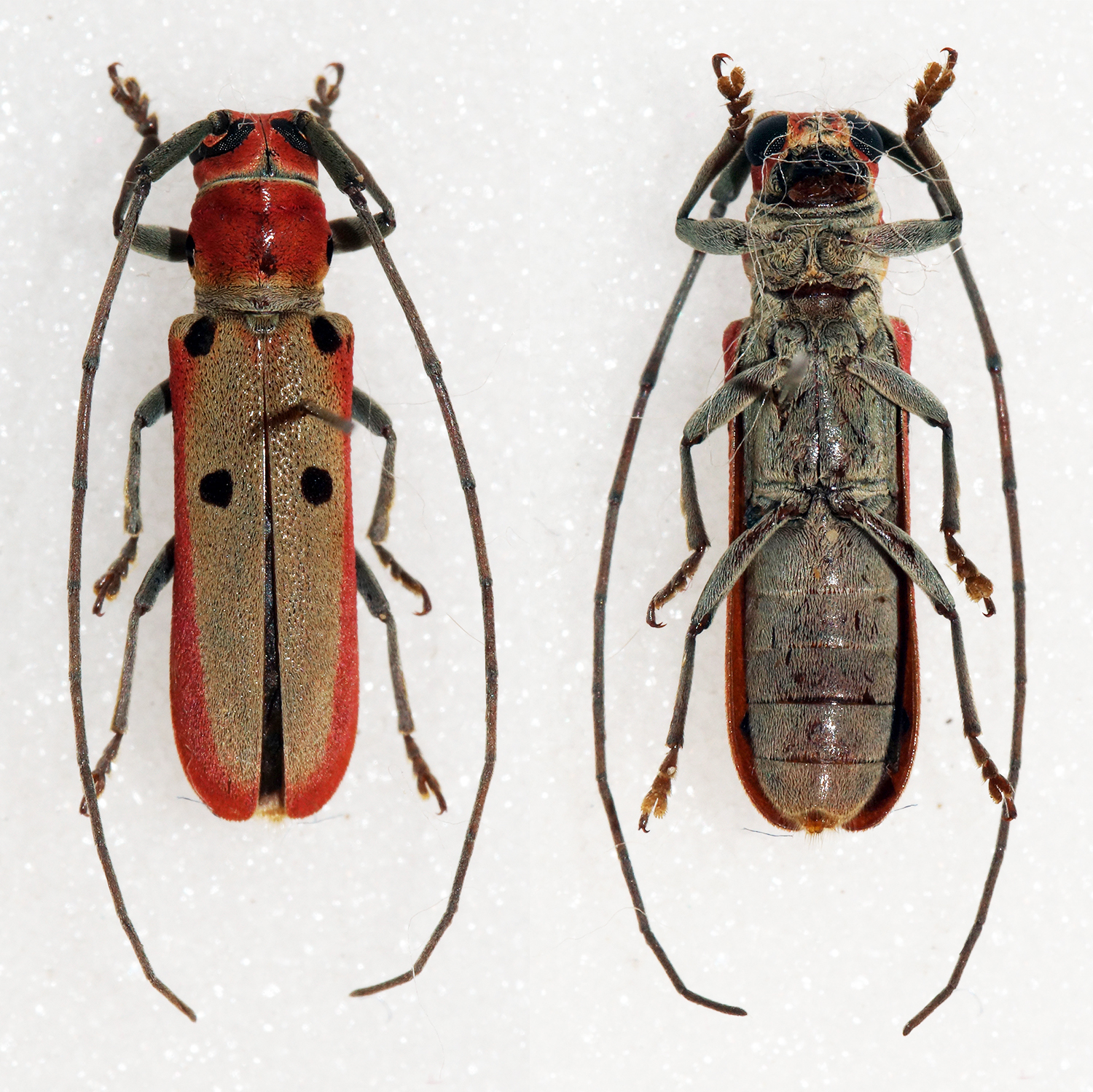
Prosopocera octomaculata
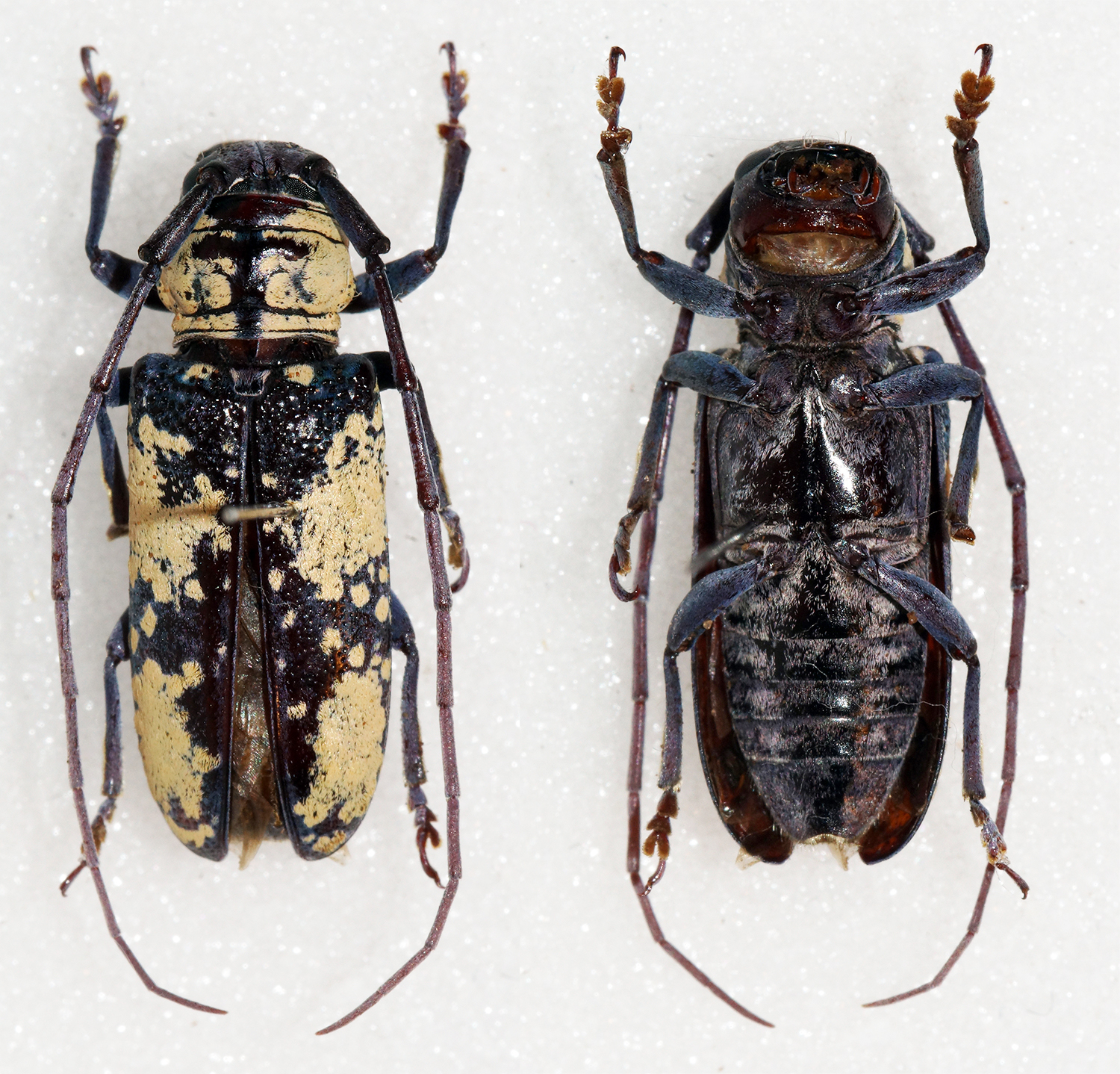
Prosopocera marshalli
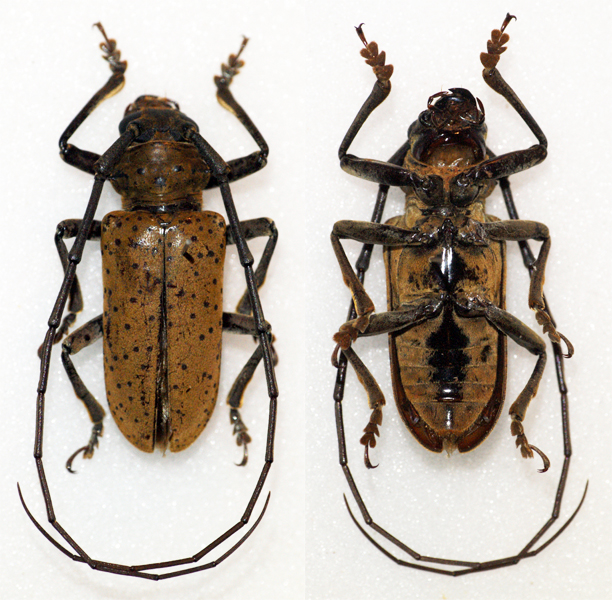
Prosopocera rothschildi
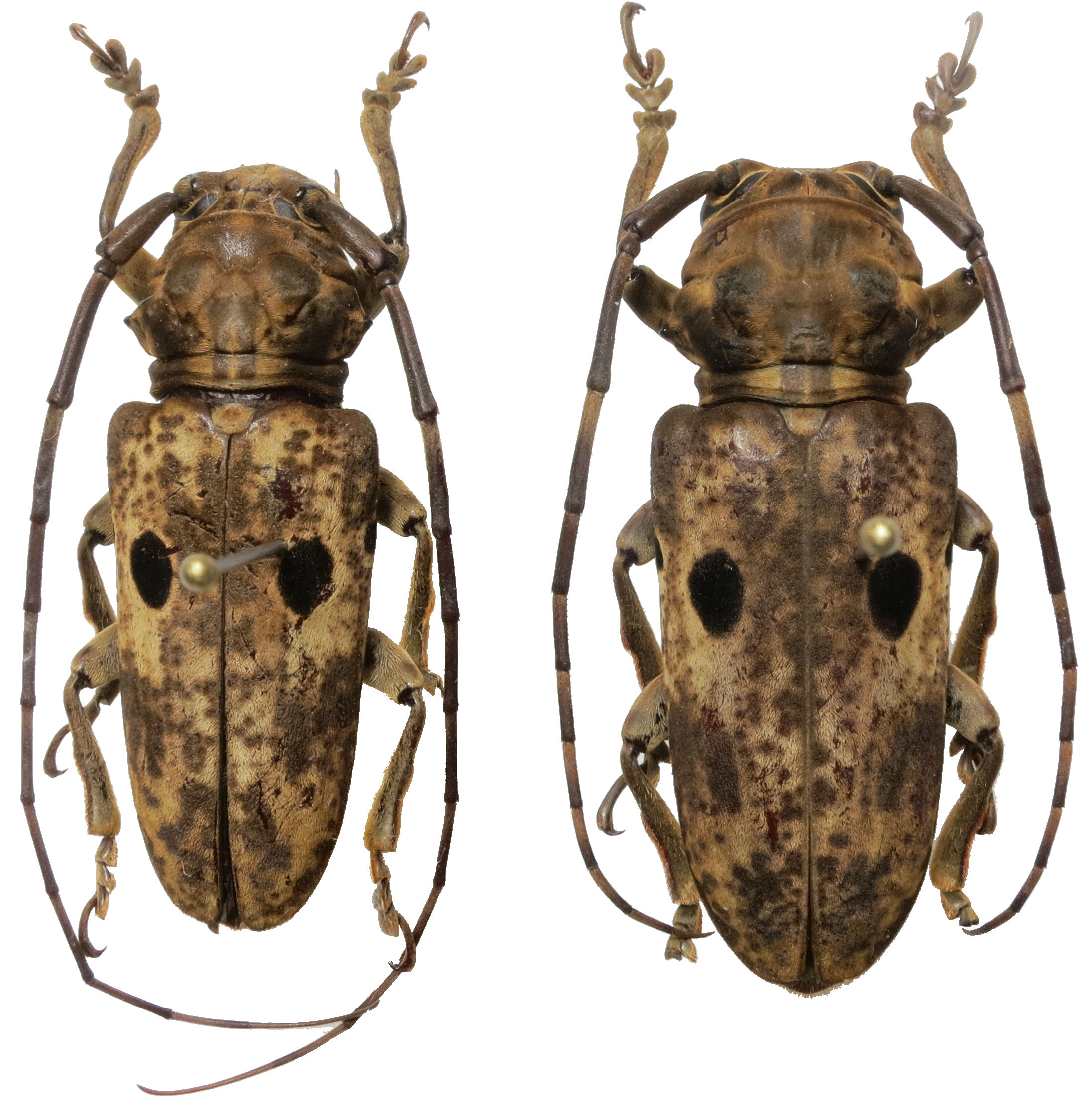
Prosopocera signatifrons
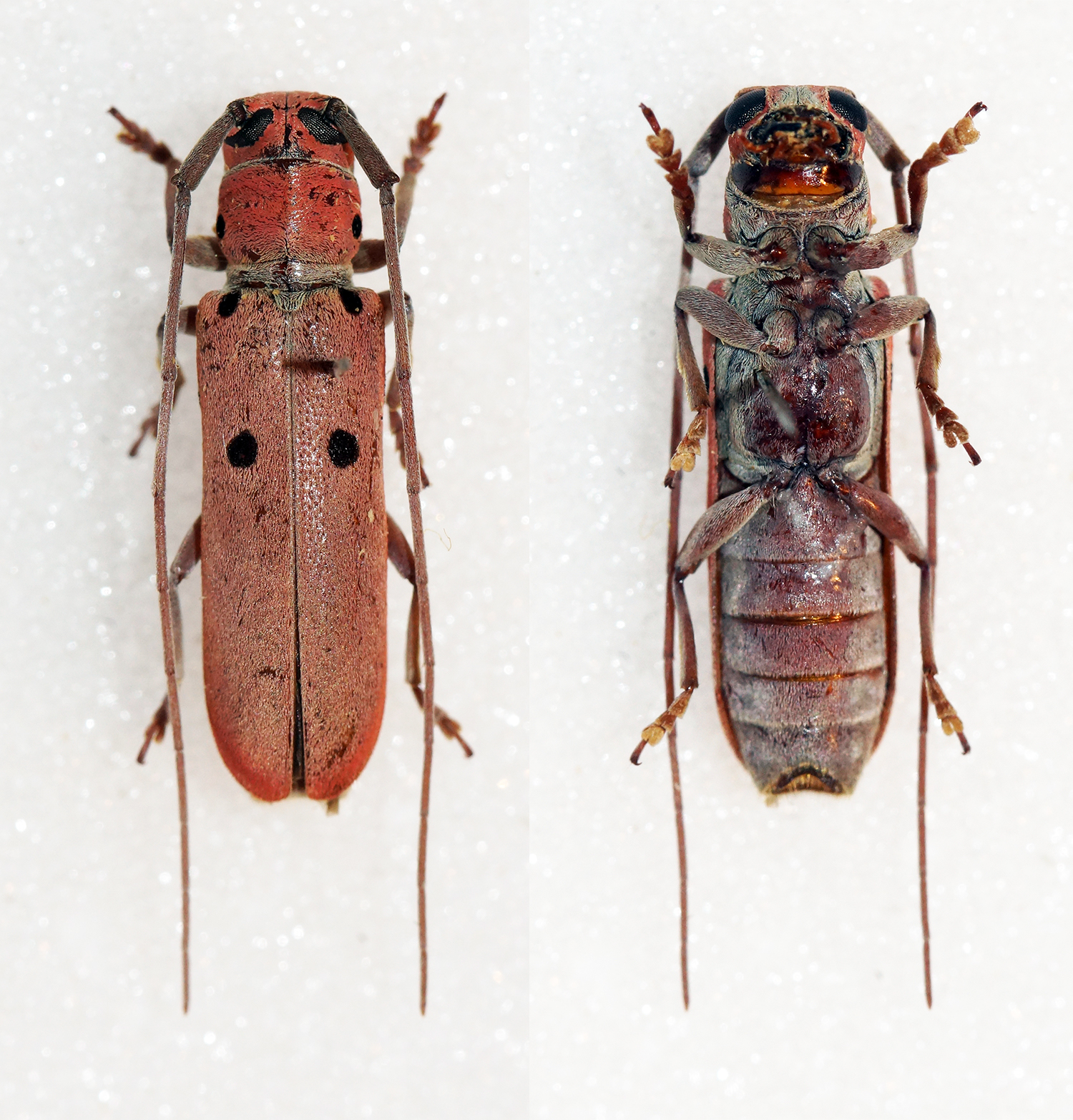
Prosopocera thomsoni
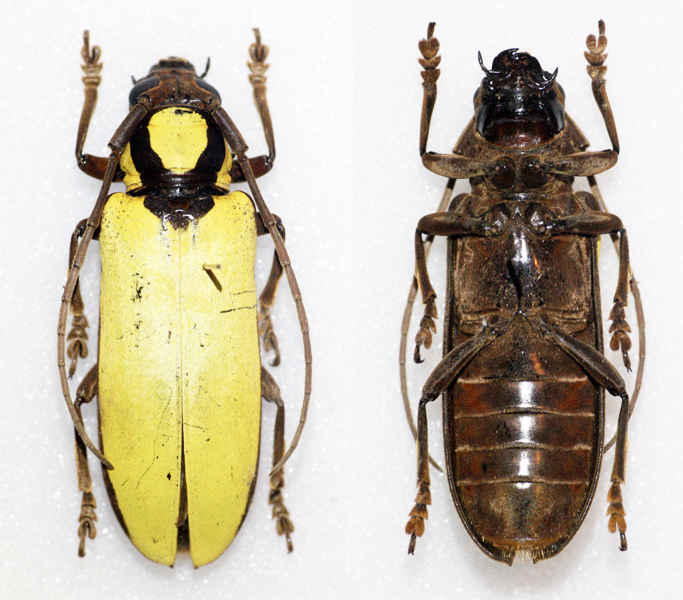
Prosopocera lucia
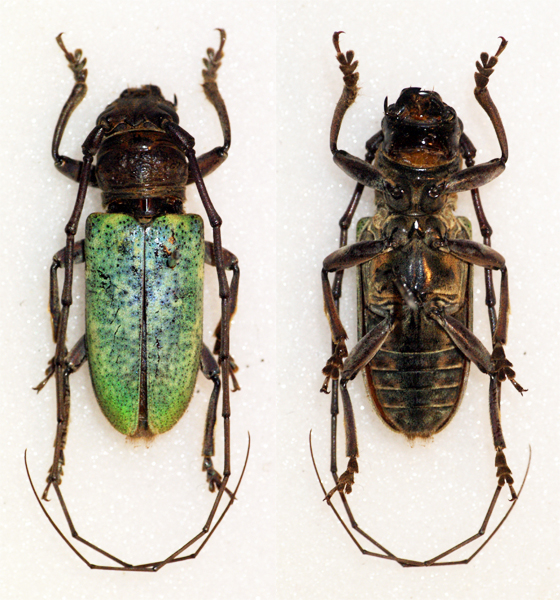
Prosopocera itzingeri
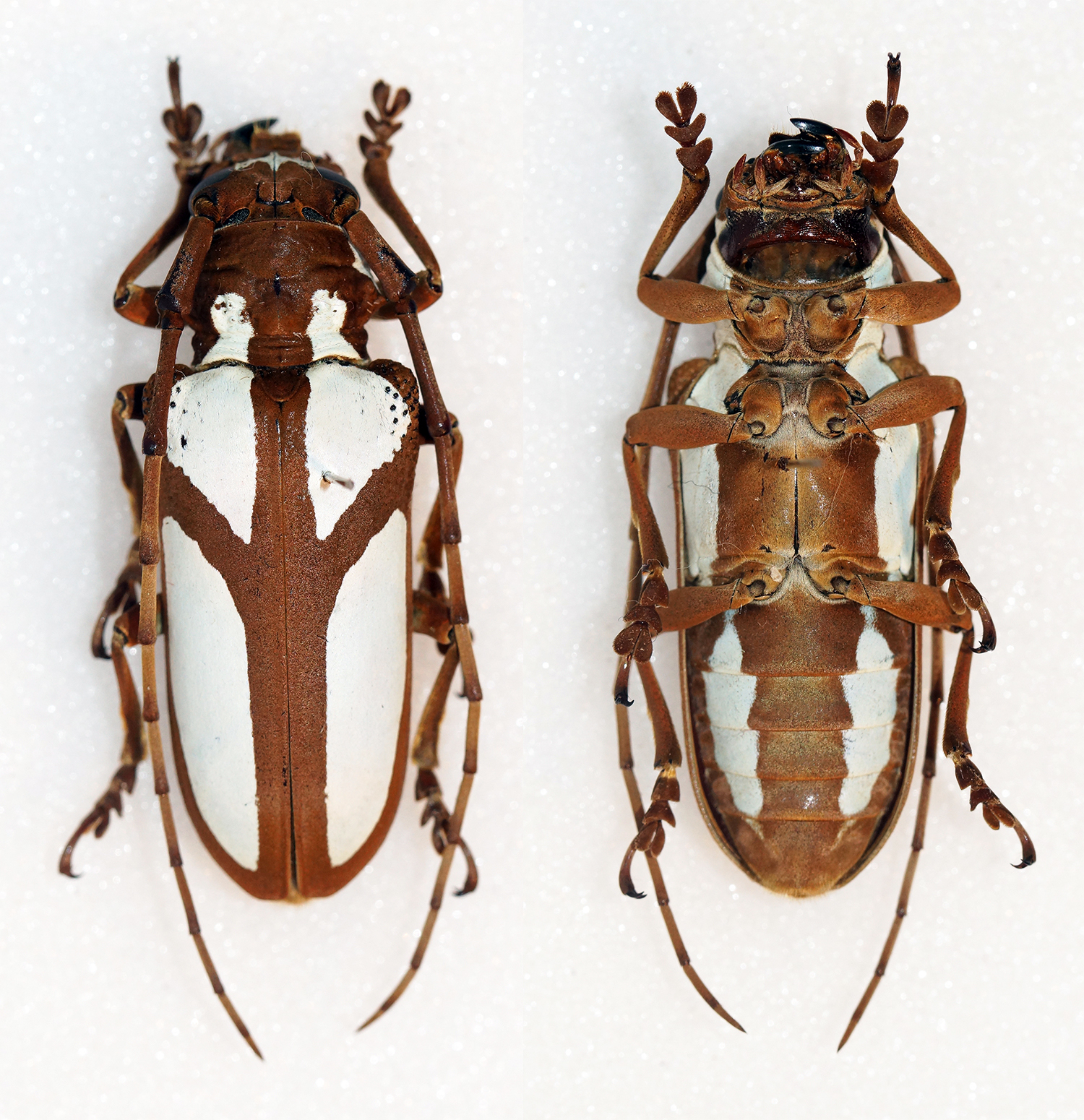
Prosopocera lactator
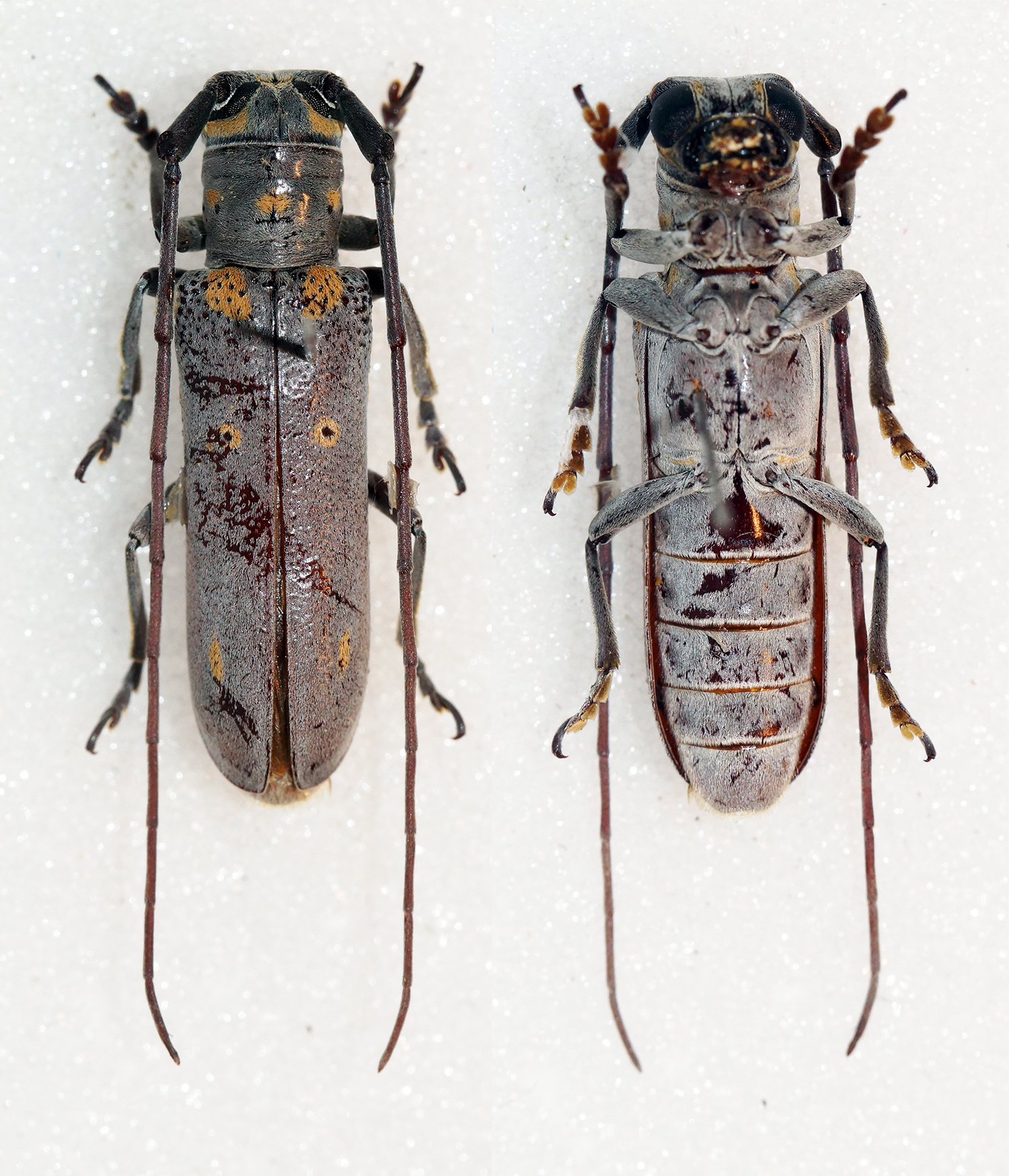
Prosopocera wahlbergi

## Especies
- Prosopocera adlbaueri
- Prosopocera aemilii
- Prosopocera alba
- Prosopocera albicollis
- Prosopocera alboguttata
- Prosopocera albomaculata
- Prosopocera albomarmorata
- Prosopocera alboplagiata
- Prosopocera albosignata
- Prosopocera albovariegata
- Prosopocera albovestita
- Prosopocera aliena
- Prosopocera allaeri
- Prosopocera alluaudi
- Prosopocera angolensis
- Prosopocera antennalis
- Prosopocera antennata
- Prosopocera apralutea
- Prosopocera argus
- Prosopocera aristocratica
- Prosopocera arrowiana
- Prosopocera aspersa
- Prosopocera auberti
- Prosopocera balteata
- Prosopocera bamakai
- Prosopocera basigranulosa
- Prosopocera bella
- Prosopocera belzebuth
- Prosopocera bettoni
- Prosopocera bicincta
- Prosopocera bicolor
- Prosopocera bicornuta
- Prosopocera bioculata
- Prosopocera bipunctata
- Prosopocera bivittata
- Prosopocera bivitticollis
- Prosopocera blairiella
- Prosopocera bothai
- Prosopocera bouteti
- Prosopocera brunneomaculata
- Prosopocera brunnescens
- Prosopocera callypiga
- Prosopocera camerunica
- Prosopocera cantaloubei
- Prosopocera capeneri
- Prosopocera capensis
- Prosopocera ceciliae
- Prosopocera chanleri
- Prosopocera clara
- Prosopocera collarti
- Prosopocera congoana
- Prosopocera cornifrons
- Prosopocera cretacea
- Prosopocera cylindrica
- Prosopocera dahomeica
- Prosopocera damarensis
- Prosopocera decemmaculata
- Prosopocera decrocki
- Prosopocera degeerii
- Prosopocera dejeani
- Prosopocera demelti
- Prosopocera elongata
- Prosopocera fatidica
- Prosopocera ferrierei
- Prosopocera fisheri
- Prosopocera flava
- Prosopocera flavescens
- Prosopocera flavoguttata
- Prosopocera flavomaculata
- Prosopocera flavomarmorata
- Prosopocera flavopunctata
- Prosopocera flavosignata
- Prosopocera flavostriata
- Prosopocera flavovittata
- Prosopocera flavovittatipennis
- Prosopocera forchhammeriana
- Prosopocera fossulata
- Prosopocera francoisiana
- Prosopocera fryi
- Prosopocera fuscomaculata
- Prosopocera gahani
- Prosopocera garnieri
- Prosopocera gassneri
- Prosopocera gaucheti
- Prosopocera gigantea
- Prosopocera girardi
- Prosopocera glaucina
- Prosopocera gracilis
- Prosopocera gracillima
- Prosopocera grisemarginata
- Prosopocera griseomaculata
- Prosopocera griseomarmorata
- Prosopocera grossepunctata
- Prosopocera haafi
- Prosopocera haemorrhoidalis
- Prosopocera hamata
- Prosopocera harrarensis
- Prosopocera hessei
- Prosopocera holoalba
- Prosopocera holobrunnea
- Prosopocera holoflava
- Prosopocera hologrisea
- Prosopocera humeralis
- Prosopocera imbellis
- Prosopocera imitans
- Prosopocera indistincta
- Prosopocera inermis
- Prosopocera infragrisea
- Prosopocera infulata
- Prosopocera insignis
- Prosopocera insularis
- Prosopocera itzingeri
- Prosopocera itzingeriana
- Prosopocera jacobeae
- Prosopocera janus
- Prosopocera kristenseni
- Prosopocera kulzeri
- Prosopocera lactator
- Prosopocera lactator meridionalis
- Prosopocera lactator poggei
- Prosopocera lactea
- Prosopocera lambda
- Prosopocera lameerei
- Prosopocera legrandi
- Prosopocera lemoulti
- Prosopocera lepesmei
- Prosopocera lesnei
- Prosopocera lineatopunctata
- Prosopocera lockleyi
- Prosopocera lucia
- Prosopocera lutea
- Prosopocera luteomarmorata
- Prosopocera lydiae
- Prosopocera machadoi
- Prosopocera maculosa
- Prosopocera madagascariensis
- Prosopocera malawina
- Prosopocera marleyi
- Prosopocera marmorata
- Prosopocera marshalli
- Prosopocera marshalliana
- Prosopocera matillai
- Prosopocera maublanci
- Prosopocera mediomaculata
- Prosopocera mediovittata
- Prosopocera mimosaperdoides
- Prosopocera mozambica
- Prosopocera multinigromaculata
- Prosopocera multipunctata
- Prosopocera murphyi
- Prosopocera murrea
- Prosopocera myops
- Prosopocera ndinguelei
- Prosopocera nigriscapus
- Prosopocera nigroocellata
- Prosopocera nigropunctata
- Prosopocera nigropunctosa
- Prosopocera nivea
- Prosopocera nivosa
- Prosopocera ochracea
- Prosopocera ochraceomaculata
- Prosopocera ochreobasalis
- Prosopocera ochreosparsa
- Prosopocera octomaculata
- Prosopocera orientalis
- Prosopocera ornata
- Prosopocera pajoti
- Prosopocera pallida
- Prosopocera parallela
- Prosopocera paralutea
- Prosopocera parapropinqua
- Prosopocera parimbellis
- Prosopocera parinsignis
- Prosopocera pascoei
- Prosopocera patrizii
- Prosopocera paykullii
- Prosopocera peeli
- Prosopocera peregrina
- Prosopocera persimilis
- Prosopocera plagifera
- Prosopocera plasoni
- Prosopocera prasina
- Prosopocera prasinoides
- Prosopocera princeps
- Prosopocera principalis
- Prosopocera propinqua
- Prosopocera pseudobella
- Prosopocera pseudofatidica
- Prosopocera pseudomaculosa
- Prosopocera pseudopatriciana
- Prosopocera pseudosaperdoides
- Prosopocera pujoli
- Prosopocera pulcherrima
- Prosopocera pulchra
- Prosopocera pylas
- Prosopocera pyrgopolynica
- Prosopocera quadrisignata
- Prosopocera raffrayi
- Prosopocera regalis
- Prosopocera regia
- Prosopocera rhodesiana
- Prosopocera rhodesica
- Prosopocera robecchii
- Prosopocera rogueti
- Prosopocera rothschildi
- Prosopocera rufescens
- Prosopocera rufipennis
- Prosopocera rufobrunnea
- Prosopocera rufula
- Prosopocera saperdoides
- Prosopocera schistaceoides
- Prosopocera schoutedeni
- Prosopocera schultzei
- Prosopocera sekorensis
- Prosopocera senegalensis
- Prosopocera sexmaculata
- Prosopocera sexmaculipennis
- Prosopocera signata
- Prosopocera signatifrons
- Prosopocera similis
- Prosopocera simillima
- Prosopocera snizeki
- Prosopocera sofala
- Prosopocera somaliensis
- Prosopocera speciosa
- Prosopocera spinales
- Prosopocera spinicollis
- Prosopocera splendida
- Prosopocera strandiella
- Prosopocera subbicincta
- Prosopocera subcretacea
- Prosopocera subinermicollis
- Prosopocera submaculosa
- Prosopocera subpallida
- Prosopocera subsenegalensis
- Prosopocera subvalida
- Prosopocera subvittata
- Prosopocera sudanica
- Prosopocera sulphureomarmorata
- Prosopocera sulphureotincta
- Prosopocera superba
- Prosopocera superbrunnea
- Prosopocera tenuis
- Prosopocera teocchii
- Prosopocera thomsoni
- Prosopocera tippmanni
- Prosopocera tricornis
- Prosopocera trimaculata
- Prosopocera trossevini
- Prosopocera turei
- Prosopocera undulata
- Prosopocera unicolor
- Prosopocera uniformis
- Prosopocera usambarica
- Prosopocera valida
- Prosopocera varii
- Prosopocera ventralis
- Prosopocera violaceomarmorata
- Prosopocera viridana
- Prosopocera viridecincta
- Prosopocera viridegrisea
- Prosopocera viridibasalis
- Prosopocera viridifossulata
- Prosopocera viridifulgens
- Prosopocera viridimaculata
- Prosopocera viridis
- Prosopocera vitticollis
- Prosopocera vivyana
- Prosopocera voltensis
- Prosopocera vuattouxi
- Prosopocera wahlbergi
- Prosopocera werneri
- Prosopocera wittei
- Prosopocera ziczac
- Prosopocera zimbabwea